# Dorfkirche Naundorf (Gößnitz)

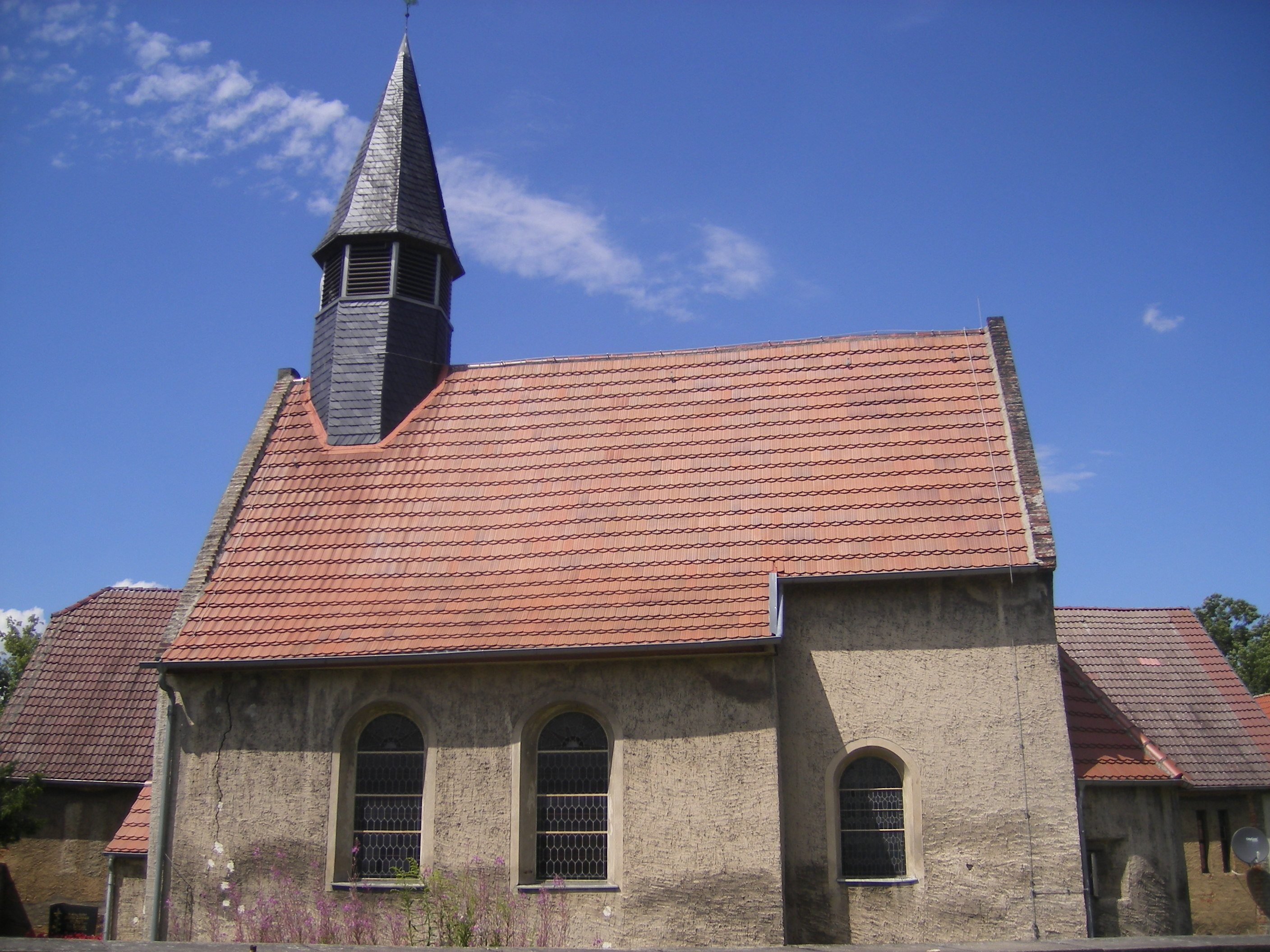
Die Dorfkirche

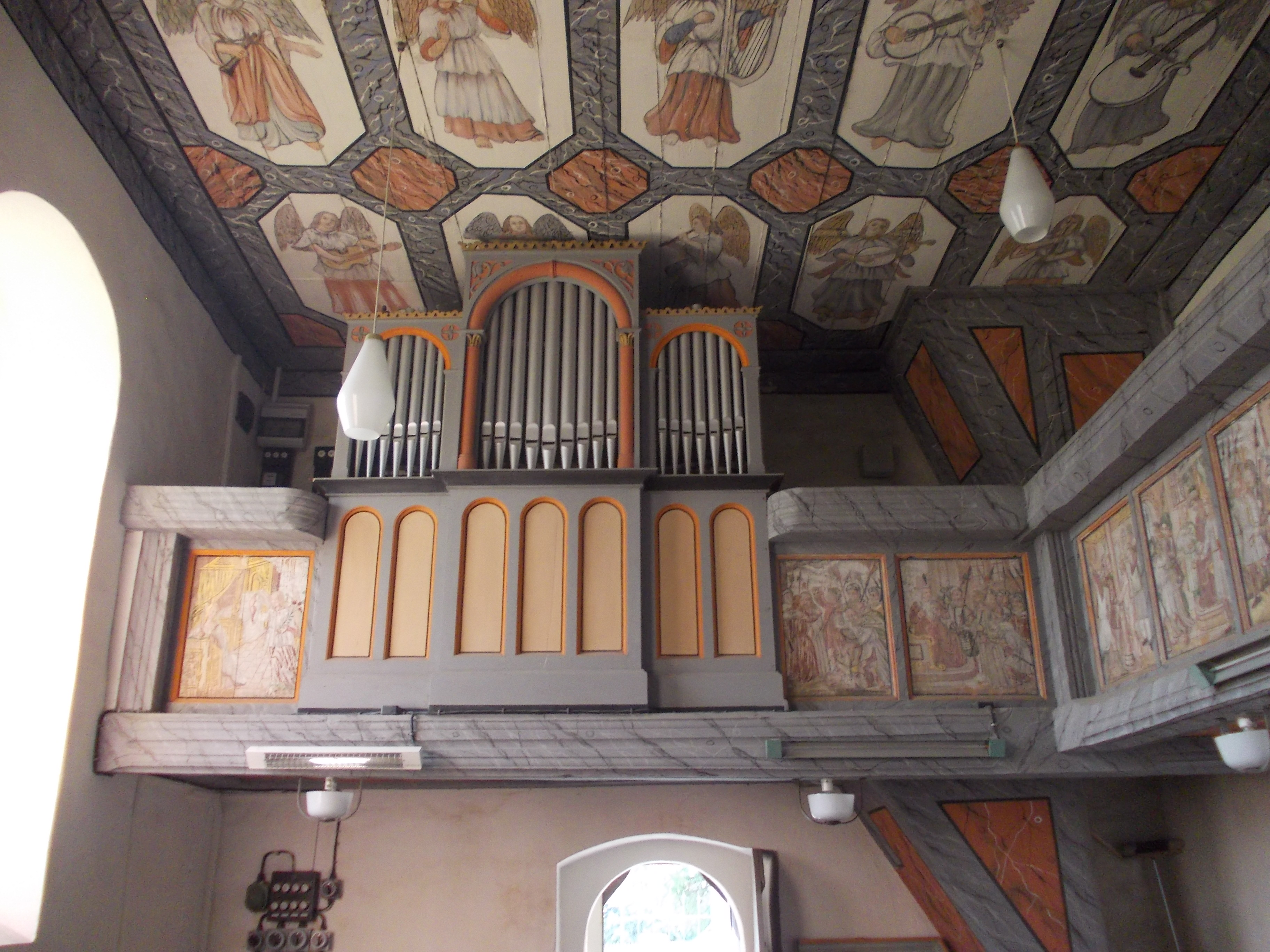
Blick zur Orgel

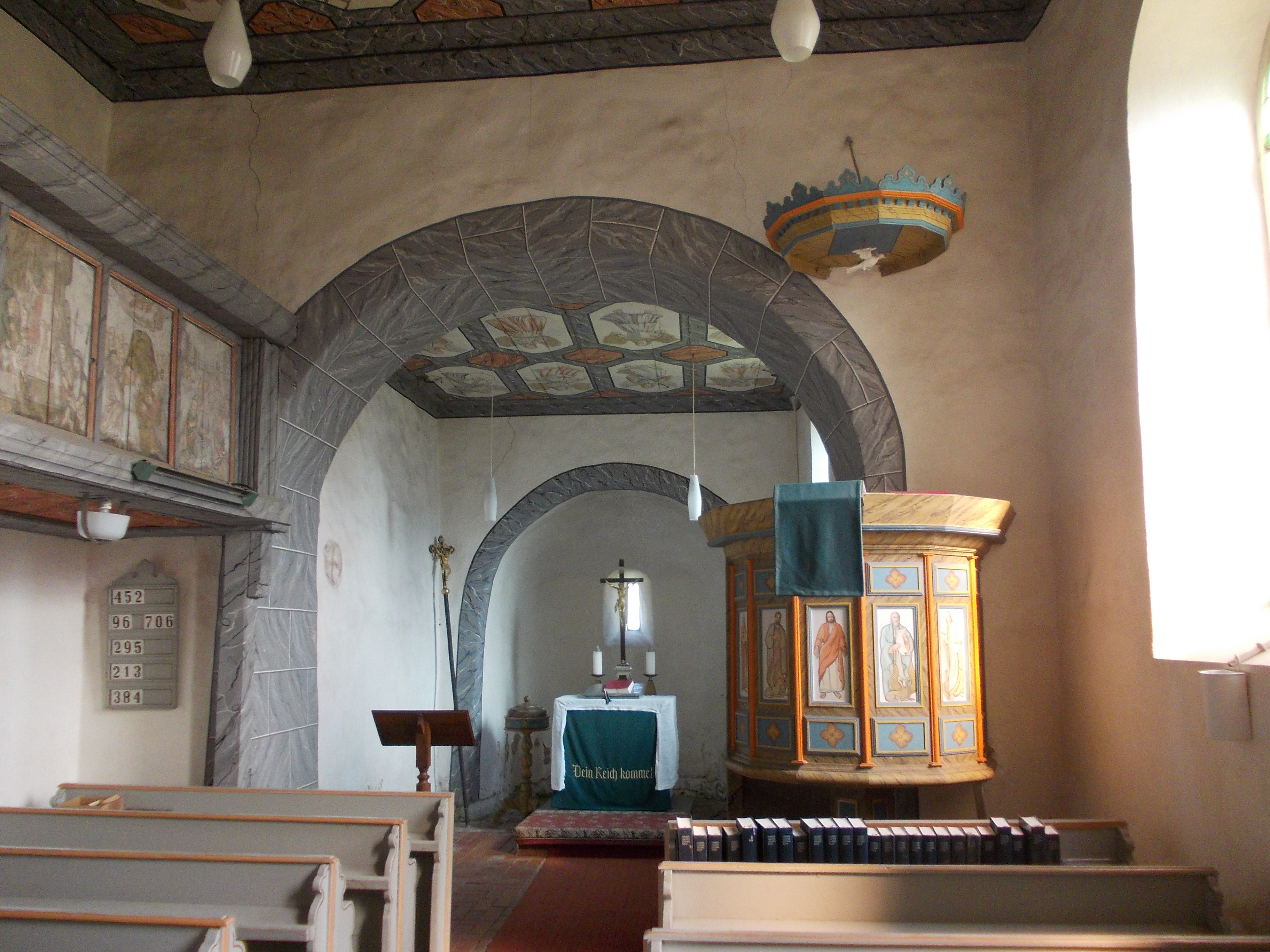
Blick zum Altarraum und Chor, zu sehen ist auch das Weihekreuz

Die evangelisch-lutherische Dorfkirche Naundorf steht im Ortsteil Naundorf der Stadt Gößnitz im Landkreis Altenburger Land in Thüringen.

## Geschichte
Der Ort Naundorf wurde bereits 1210 urkundlich erstmals genannt. Hier soll ein Kloster existiert haben, welches sich direkt nördlich an die Kirche angeschlossen haben soll, hier steht heute ein Vierseithof. Die romanische Kirche wurde im 13. Jahrhundert als Kapelle errichtet, darauf deuten auch die beiden Weihekreuze im Altarraum hin. Somit zählt die heutige Kirche zu den ältesten im Altenburger Land.
Im Jahr 1884 wurde die Kirche renoviert und eine erste Orgel eingebaut. Die heutige Glocke wurde im Jahr 1901 gegossen und trägt die Aufschrift: Evangelisch lutherische Kirchgemeinde Naundorf – Ehre sei Gott in der Höhe. Im Jahr 1934 wurde ein Dachreiter auf die Kirche aufgesetzt. Gestiftet wurde er von drei Bauernfamilien aus Naundorf, die Uhr von den übrigen Einwohnern. Der Dachreiter ist auch der Grund für bauliche Mängel, die in den letzten Jahren auftraten, so neigt sich der westliche Giebel nach außen und droht abzustürzen. Eine im Jahr 2014 durchgeführte Bauuntersuchung beziffert die Instandsetzungskosten auf 55.000 Euro, was angesichts der Mitgliederanzahl der Kirchgemeinde, Anfang 2015 waren es 35, wohl als nicht realisierbar erscheint. Umso bedauerlicher, dass eine der ältesten Kirchen in Ostthüringen und Westsachsen Jahrhunderte überstand und nun durch Schäden eines nachträglich aufgesetzten Dachreiters möglicherweise ein Ende findet.
Für die sechs Gefallenen des Ersten Weltkrieges aus der Kirchgemeinde Naundorf, zu der auch Koblenz und Pfarrsdorf gehören, wurde vor der die Kirche und den Friedhof umgebenden Mauer ein Gedenkstein aufgestellt.

## Ausstattung
Die Kirche ist im Inneren reich ausgemalt. So zieren die Brüstungsfelder der Empore Bilder des Leidensweges Jesu. Die Decke des Kirchenschiffes ist in fünf mal vier Felder aufgeteilt, die jeweils eine Engelsfigur ziert. Dieses setzt sich im Altarraum fort, der sich allerdings durch die Höhe und einen Rundbogen vom Kirchenschiff absetzt. Die Kanzel ist ähnlich gestaltet, zeigt allerdings Menschen.